# Braunsapis vitrea
Braunsapis vitrea is een vliesvleugelig insect uit de familie bijen en hommels (Apidae). De wetenschappelijke naam van de soort is voor het eerst geldig gepubliceerd in 1903 door Vachal.
De diersoort komt voor in Zimbabwe.